# Pai (Torri del Benaco)
Pai ist eine Fraktion der italienischen Gemeinde (comune) Torri del Benaco in der Provinz Verona, Region Venetien.

## Geographie
Der Ort liegt am Ostufer des Gardasees, am Fuße des Monte Baldo, 6 km nördlich von Torri del Benaco etwa 31 km nordwestlich von Verona, inmitten von Olivenhainen. Etwa 1 km nördlich von Pai di sopra befindet sich der ebenfalls zu Torri del Benaco gehörende Weiler Ca’ Tronconi mit etwa 14 Einwohnern.

## Beschreibung
In Pai sind antike Pfahlbauten entdeckt worden, die eventuell dem Dorf seinen Namen gaben (it. palo = Pfahl, pali = Pfähle). In einem Schriftstück von 1184 ist bereits der Name Palli belegt. Die Variante Pai findet sich erst in einem Dokument aus dem 16. Jahrhundert, einer von Brugnoli gezeichneten topographischen Karte – aber auch „Pali sive Pai“ soll ein Dokument aus dem Jahre 1372 besagen. Noch zu Beginn des 20. Jahrhunderts ist in einigen Literaturstellen „Pai oder Pali“ angeführt.
Der Ort besteht aus einem höher gelegenen Teil Pai di sopra, dem befestigten Dorf, dessen Bewohner früher von Ackerbau und Viehzucht lebten, und einem nahe am Gardasee gelegenen Teil Pai di sotto, in dem die Fischer wohnten. Interessant ist, dass das Oberdorf im Altertum nicht von einer durchgehenden Mauer umgeben war, sondern vielmehr jede einzelne Häusergruppe und damit praktisch jeweils ein Familienverband einen eigenen "Hof" bildete. Von dem ältesten Ortsteil ist die dem Evangelisten Markus geweihte Pfarrkirche San Marco, erhalten geblieben.

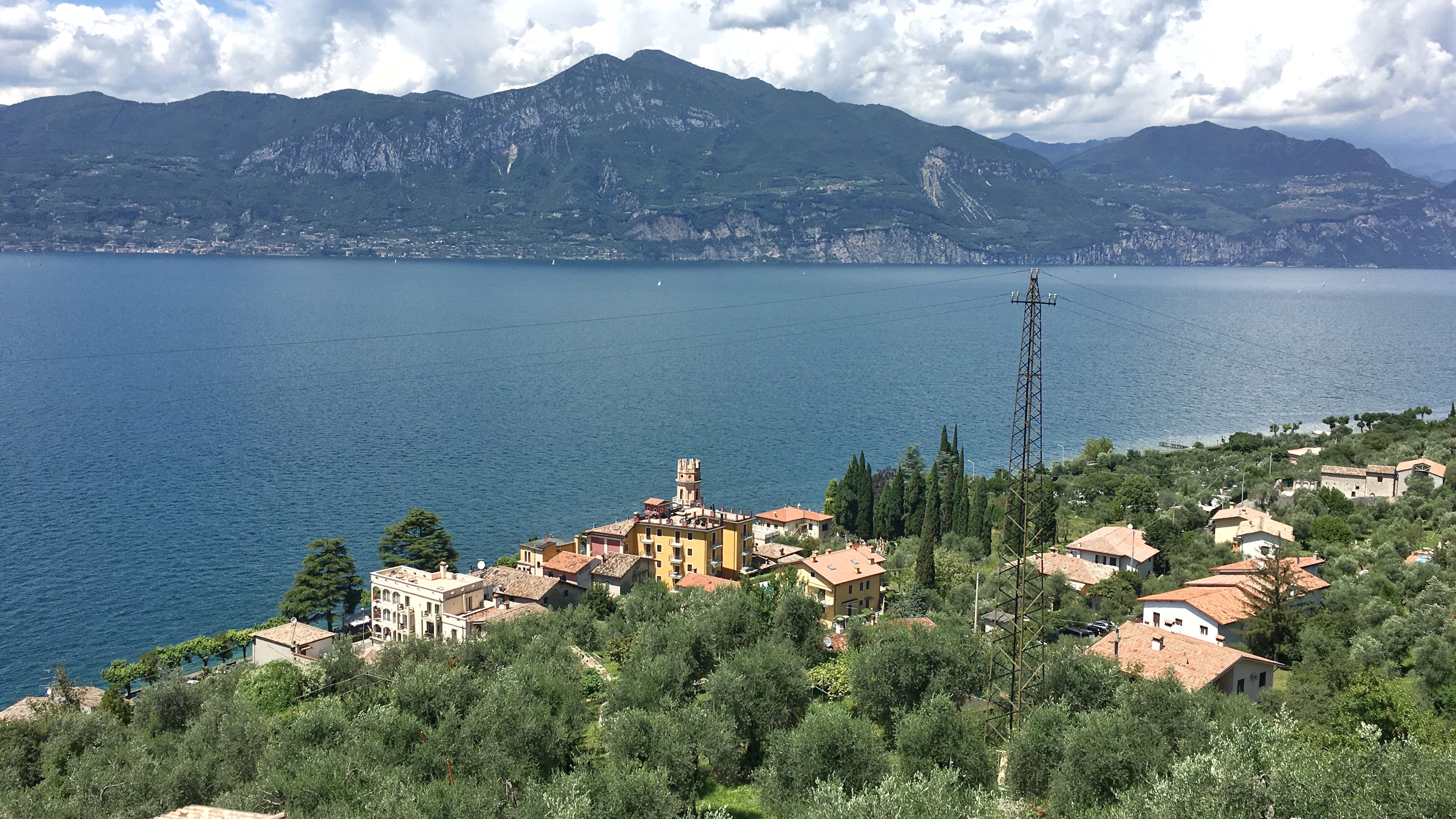
Blick von Pai di sopra auf Pai di sotto
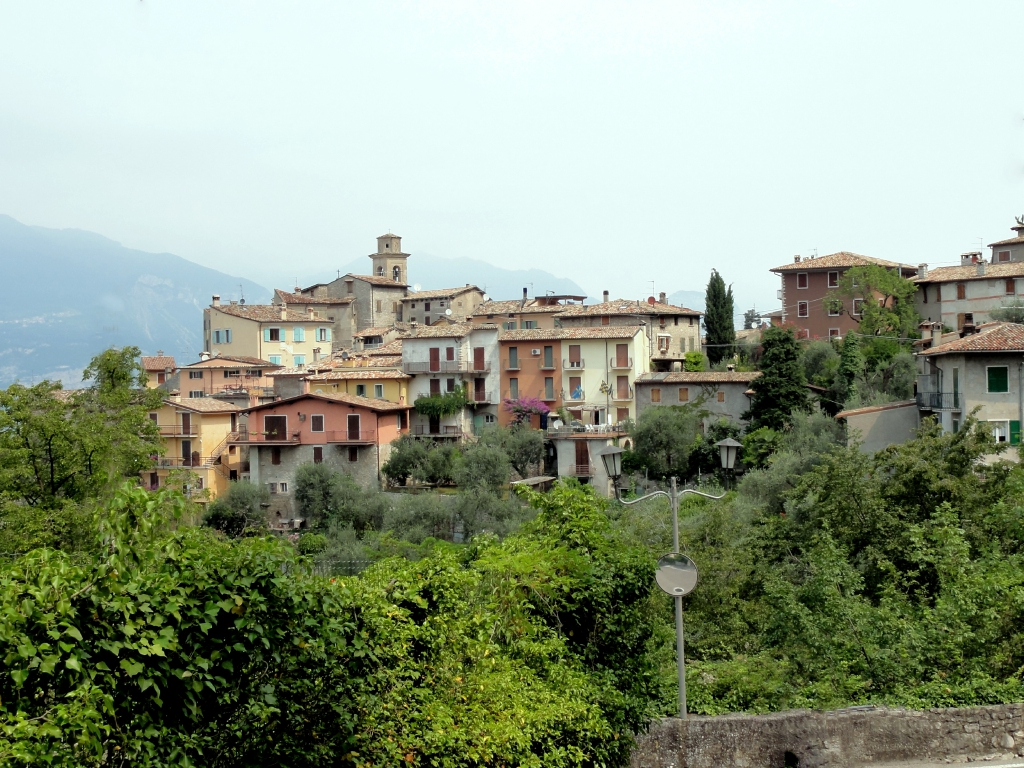
Pai di sopra
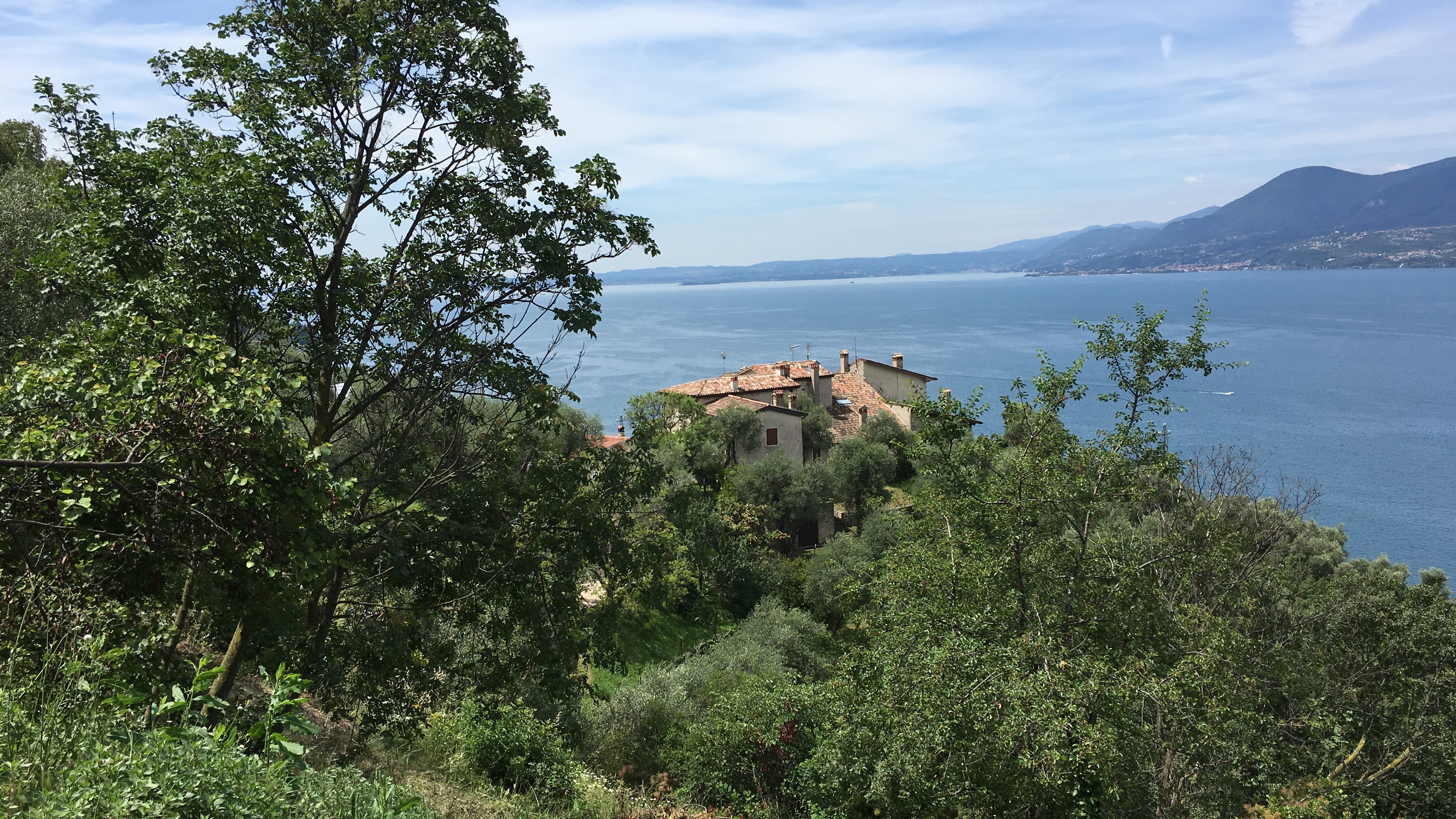
Blick auf Ca’ Tronconi gen Süden

## Geschichte
Im 10. Jahrhundert hatte Berengar I. die Genehmigung zur Errichtung einer Burg zur Verteidigung des Ortes gegen die Ungarn erteilt. Jene Burg wurde zwei Jahrhunderte später beim Einmarsch Barbarossas nach Italien zerstört. Durch Ausbau und Vergrößerung der Kapelle, die zu jener von Barbarossa zerstörten Burg gehörte, entstand die heutige Chiesa San Marco mit einem Taufbecken von 1522 sowie am Altar eine Darstellung der Madonna del Rosario (Jungfrau des Rosenkranzes) aus dem 15. Jahrhundert. Der apsidiale Teil der Kirche wurde 1400 errichtet, der restliche Bau stammt aus dem Jahre 1703.
Auf dem Friedhof von Pai befindet sich eine kleine romanische Kirche, die San Gregorio Magno geweiht ist. Bis 1450 war dies die alte Pfarrkirche von Pai. In ihrem Innenraum sind Freskengemälde aus dem 14. Jahrhundert erhalten.

## Sehenswürdigkeiten
- Historischer Dorfkern von Pai di sopra
- Pfarrkirche San Marco[5]
- Alter Wasch-Brunnen in Pai di sopra[6]
- Grotta Tanella (nur mit Führung zugänglich)[7]
- Gut erhaltene Reste eines Kalkbrennofens oberhalb von Pai di sopra[8]
- Kapelle San Gregorio auf dem Friedhof in Pai di sotto[9]
- Turm auf der linken Seite des noch erhaltenen früheren Palazzo Bernini (in historischen Karten und Reiseführern auch Palazzo Brogi genannt) in Pai di sotto[10]. Auf der rechten Seite ist der Stumpf eines nicht fertiggestellten Turmes zu erkennen. Die Geschichte zum Palazzo und zu dessen Besitzer(n) ist immer noch nicht hinreichend erforscht resp. belegt (Stand 2017-06).[11]
- Tibetische Brücke. Auf dem Wanderweg 41 von Pai di sopra nach Crero wurde im August 2019 über dem Taleinschnitt Val Valzana eine Hängebrücke in tibetischer Bauart eingeweiht: Spannweite 34,7 m, Breite 1,44 m, freie Höhe über der Schlucht ca. 42 m